# C90-CR
C90-CRは、スペインのインスタラーザが開発した、使い捨て式携帯対戦車兵器。インスタラーザでは、この種の兵器で「最軽量」と謳っている。

## 実戦投入
2022年のロシアによるウクライナ侵攻において、スペイン政府はウクライナに対して多数のC90-CRを供与した。ウクライナ領土防衛隊は、少なくとも1両のロシア軍歩兵戦闘車をC90-CRを使用して撃破している。

## 派生型
C90-CRには、弾薬によって以下の派生型がある。
- C-90-CR (M3) - 成形炸薬弾型。装甲貫徹力400mm[10]。
- C90-CR-RB (M3.5) - 中空弾頭型。装甲貫徹力500mm。
- C90-CR-AM (M3.5) - 成形炸薬弾型および対人破砕弾頭型。
- C90-CR-FIM (M3.5) - 発煙弾頭型。
- C90-CR-BK (M3.5) - 対バンカー弾頭型。
- C-90-CR-IN (M3) - 訓練弾頭型。
- Hispano - 2025年に発表された、スペイン海兵隊向けの改良型[11]。トリガーメカニズム付きの新型グリップと、精密射撃可能なVosel-H射撃管制装置を装備している[11]。

## 採用国
- コロンビア
  - コロンビア陸軍
- エクアドル
  - エクアドル陸軍
- エルサルバドル
  - エルサルバドル陸軍
- エストニア
  - エストニア国防軍
- インドネシア
  - インドネシア国軍
- インド
  - インド軍
- ブルネイ
  - ブルネイ王国陸軍（英語版）
- イタリア
  - イタリア陸軍
- マレーシア
  - マレーシア軍
- サウジアラビア
  - サウジアラビア陸軍
- スペイン
  - スペイン陸軍
  - スペイン海兵隊（英語版）
  - スペイン航空宇宙軍
  - グアルディア・シビル
- クウェート
  - クウェート国家警備隊（英語版）
- ウクライナ
  - ウクライナ領土防衛隊[12]